# Clepsimelea major
Clepsimelea major är en fjärilsart som beskrevs av Louis Beethoven Prout 1929. Clepsimelea major ingår i släktet Clepsimelea och familjen mätare. Inga underarter finns listade i Catalogue of Life.